# OpenDNS

OpenDNS – darmowe serwery DNS. Dzięki dużej bazie adresów umożliwia szybsze wczytywanie stron oraz zabezpiecza przed phishingiem. Dodatkowo umożliwia zablokowanie dostępu np. do stron pornograficznych lub z przemocą. Korzysta z filtra treści oraz czarnej listy (ang. blacklist).
Według stanu ze stycznia 2011 roku, serwery OpenDNS obsługiwały 1% globalnego ruchu sieciowego. 27 sierpnia 2015 OpenDNS przejęty został przez Cisco Systems.

## Adresy serwerów DNS
IPv4
- Normalne
  - 208.67.222.222
  - 208.67.220.220
  - 208.67.222.220
  - 208.67.220.222
- FamilyShield[7]
  - 208.67.222.123
  - 208.67.220.123

IPv6
- 2620:0:ccc::2
- 2620:0:ccd::2